# Культиватор № 6
Культиватор № 6 (также White Rabbit Number Six или Nellie) — британский прототип боевого траншеекопателя, разработанный в начале Второй мировой войны.
Он обозначался аббревиатурой «NLE» (Naval Land Equipment — военно-морское и сухопутное оборудование). У разработчиков для маскировки военного назначения машин были свои названия NLE: Nellie («Нелли»), No mans Land Excavator («Экскаватор нейтральной полосы»), Cultivator 6 («Культиватор 6»), White Rabbit 6 («Белый кролик 6»).

## Историческая справка
Большая часть Первой мировой войны велась как позиционная война. Между линиями укреплений вражеской армии располагалась полоса ничейной земли
Покинув свои укрытия, атакующая в лоб пехота должна была пройти пешком несколько сотен метров, а затем ещё и пересечь колючую проволоку и минные поля. За это время обороняющиеся могли нанести нападающим огромные потери огнем артиллерии и стрелкового оружия. Возможность безопасно доставить солдат в траншеи противника в корне изменила бы ситуацию.

Уже во время Первой мировой войны немецкая, британская и французская армии начали рыть тоннели под ничейной землей. В 1916 году в тоннельных ротах британских войск насчитывалось около 25 000 человек. Эти компании использовали профессиональное горнодобывающее оборудование [2]. Были идеи установки оборудования на транспортные средства, но в конце войны развитие технологии было остановлено и концептуальные работы проводились лишь в небольших масштабах.

## История
Осенью 1939 года, в связи с вступлением Великобритании и Франции в войну, Уинстон Черчилль (тогдашний первый лорд Адмиралтейства) вспомнил об этой идее. Черчилль помнил кровавую бойню позиционной войны и жертвы, принесенные французским обществом во время Первой мировой войны; по его намерениям он хотел уменьшить число жертв, которые повлекут за собой нападение на немецкую «Линию Зигфрида».

Я знал, насколько глубоко запали в душу французов кровавая бойня предыдущей войны. Мы дали Германии время построить „Линию Зигфрида“. Как ужасно было бы снова швырнуть французов на эту стену из стали и бетона!— Уинстон Черчилль, Надвигающаяся буря, 
Однако армия не проявила интереса, и Черчилль учредил Департамент сухопутной военно-морской техники, и начались проектные работы.
В конце 1939 года для демонстрации сэру Эдмунду Айронсайду (впоследствии начальник генерального штаба армии) была подготовлена модель Культиватора No.6 длиной 4 фута (122 см), он вспоминал:

В 7 часов вечера я пришел чтобы встретиться с Уинстоном Черчиллем в Адмиралтействе. Он сказал мне, что хотел бы показать свой “Культиватор”. Я обнаружил, что он изобрел и уменьшил до масштабной копии машину, которая могла бы двигаться сквозь землю в хорошем темпе…Я подумал, что мы могли бы сделать множество таких машин, поскольку они воплощают в себе первую из возможных наступательных идей…
Модель машины получила одобрение.
На дальнейшие работы был выделен миллион фунтов. 22 января 1940 года был размещен заказ на 240 машин, в том числе 200 типа «Пехотный» и 40 типа «Офицерский», (позволяющий применять танки). Строительство было поручено компании Ruston-Bucyrus из Линкольна. В конечном итоге планировалось строить около 20 машин в неделю.
Тем временем проекту был нанесен серьёзный удар, когда 10 мая 1940 года немцы начали долгожданное вторжение во Францию и Нидерланды. Пройдя через Бельгию и, казалось бы, непроходимый Арденнский лес, немецкие танковые дивизии полностью обошли грозную линию Мажино и сумели захватить Францию всего за 6 недель. Это ошеломляющее поражение подтвердило для многих в британском истеблишменте, что военные доктрины, лежащие в основе схемы «Культиватора», теперь полностью устарели и что сам «Культиватор» больше не имеет никакого практического применения. Заказ сократился до 33 штук, изготовили и испытали 5 штук. Они обозначались аббревиатурой «NLE» (Naval Land Equipment — военно-морское и сухопутное оборудование). Более того после эвакуации британских войск с континента и падение Франции проект потерял большую часть своего значения, поскольку все танки и оборудование BEF остались на пляжах Дюнкерка, страна столкнулась с непосредственной угрозой нацистского вторжения, и для предстоящей защиты Британии были необходимы все доступные ресурсы. Однако Черчилль, упрямый как всегда, настоял на продолжении проекта «Культиватор», хотя и в значительно сокращенной форме. В мае 1940 года, вскоре после того, как Черчилль стал премьер-министром, он написал своему главному военному помощнику генерал-майору Гастингу Исмею следующее:
«Перемены, произошедшие в связи с войной, решающим образом влияют на полезность „Культиватора № 6“. Он может играть свою роль в различных операциях, как оборонительных, так и наступательных, но его уже нельзя считать единственным способом прорыва укрепленной линии. Я предлагаю сегодня дать указание министру снабжения сократить схему наполовину. Вероятно, через несколько дней их станет четверть. Свободные мощности можно было бы передать под танки».
Причины, по которым Черчилль продолжал проект «Культиватор», несмотря на его очевидное устаревание, обсуждаются по сей день. Какова бы ни была причина, разработка прототипа Nellie — теперь официально обозначенного как NLE Trenching Machine Mark I — продолжалась, и наконец машина была завершена в апреле 1941 года. От проекта полностью отказались в 1943 году.
Упрямый до конца, Черчилль настоял на том, чтобы сохранить несколько «Культиваторов» на случай, если они потребуются в бою, питая надежду, что однажды их можно будет использовать для первоначальной цели — прорыва «Линии Зигфрида». Таким образом, машины были помещены на хранение в складское помещение Long Marston Engineer Stores Depot в Уорикшире. Там они оставались до 1945 года, когда линия Зигфрида была наконец прорвана с использованием обычной пехотной тактики. К 1946 году все пять «Культиваторов» были разобраны и сданы на слом. Последняя машина (вероятно, первый экземпляр) была списана в начале 1950-х годов.
От начала до конца любимый «Крот» Черчилля был дорогостоящим и бесполезным белым слоном, растрачивающим ценные ресурсы в то время, когда Британия отчаянно в них нуждалась. Тем не менее, Черчилль беспечно признавал свою роль в этой катастрофе:
«Я несу ответственность, но не раскаиваюсь».
Однако кое-что хорошее из проекта все же вышло. Массивный гусеничный прицеп, предназначенный для перевозки секций «Культиватора», позже стал «45-тонной гусеничной эвакуационной машиной», широко используемой Королевскими инженерами для подъёма поврежденных танков с поля боя. Дизельный двигатель Paxman 12TP, разработанный для «Культиватора», также использовался на британских десантных кораблях: за время войны было произведено более 2500 таких двигателей.

## Техническое описание
Машина передвигалась по гусеницам шириной 61 см и состояла из трех, шарнирно сочлененных частей. Машина имела следующие параметры: длина 23,47 м, ширина 1,98 м, высота 2,44 м, две секции. Основная секция была на гусеничном ходу, по внешнему виду напоминала длинный ромбовидный танк.
Рабочая секция массой около 30 тонн включала плуг, снимавший верхние 75 см почвы, и землеройную секцию, углублявшую траншею ещё на 75 см. Выкопанный грунт убирали наверх с помощью конвейерных лент и таким образом отсыпали дополнительный бруствер высотой примерно 0,6-1 метр. Кузов машины состоял из двух частей (передней и задней) массой 45 и 55 тонн. Это облегчило транспортировку машины в разобранном виде, и собирать их должны были полевые мастерские. Все это имело длину 23,6 м, ширину 2,21 м и высоту 3,18 м, а весило 130 тонн.
Основной корпус машины был похож на американский прототип Steam Tank времен Первой мировой войны (вверху) и британский танк Mark IX (внизу), который был разработан для перевозки войск и припасов, что делало его технически первым в мире бронетранспортером (БТР). Производство танков Mark IX началось слишком поздно, чтобы их можно было использовать в боях Первой мировой войны, но они использовались в течение нескольких лет после войны во время тренировок.
Машина имела два дизельных двигателя Paxman 12TP мощностью по 600 л. с. каждый. Один из них приводил в движение ходовую часть, другой приводил в действие землеройную секцию и конвейеры. Первоначально планировалось использовать один двигатель Rolls-Royce Merlin мощностью 1000 л. с., но оказалось, что в непрерывном режиме он достиг мощности около 800 л. с., что было недостаточно. Кроме того, использование бензина в качестве топлива сопряжено с риском взрыва [5].
За час машина могла прокопать 680—1080 метров, выбрав за это время 8000 тонн грунта. Скорость на поверхности составляла около 5 км/ч [5].
Экипаж состоял из командира (который мог наблюдать за обстановкой на поверхности с помощью перископов), водителя машины и механика, управлявшего экскаватором. Транспортное средство не имело вооружения.
Планировалось создать более широкую «офицерскую» машину, которая могла бы рыть более широкую траншею, чтобы танки могли следовать за машиной. Машина должна была иметь аппарель в задней части, которая при достижении цели позволяла следующим танкам выезжать из траншеи на поверхность через траншеекопательную машину и немедленно начать бой, но «офицерская» машина так и не была построена.

## Альтернативный дизайн
В апреле 1940 года Сесил Вандепир Кларк, который недавно работал над магнитными минами изобрел высокоскоростную траншеекопательную машину работающую совершенно по-другому. Кларк подготовил доклад «Рассмотрение новых средств наступления», а затем опубликовал «Заметки по проектированию машин для прокладывания траншей» для королевских инженеров Его идеи достигли команды проекта «Культиватор». Кларк дал интервью научному руководителю Черчилля профессору Линдеману. В условиях строгой конфиденциальности Линдеманн рассказал Кларку об уже ведущейся работе и был настолько впечатлен, что передал предложения Кларка самому Черчиллю. [26] Кларк был принят на работу в качестве временного государственного служащего; его наняли помощником директора NLE с солидной зарплатой в 1000 фунтов стерлингов в год.
Идея Кларка заключалась в том, чтобы использовать какую-то бронемашину, оснащенную гидроцилиндром, чтобы закладывать заряды взрывчатого вещества в землю впереди. В результате взрыва образовался кратер, в который машина въехала бы, прежде чем повторить цикл. Машине Кларка потребовалась бы толстая броня, чтобы защитить себя от собственных взрывов спереди и от возможности нападения с тыла. Тем не менее, машина была бы легче и намного проще, чем Культиватор. Кроме того, машина Кларка могла просто пробиваться через минные поля и противотанковые заграждения, с которыми Культиватор не смог бы справиться, а когда дело доходило до ДОТов, машина Кларка заталкивала бы взрывчатку под пол и взрывала его — тогда как Культиватор был совершенно безоружен. Существенным недостатком машины Кларка однако была её скромная скорость, которая, по оценкам Кларка, составляла всего 250 ярдов в час.
Однако 30 июня 1940 года Кларк ушел из NLE. Конструкция машины Кларка «вышла за пределы его компетентности», но в равной степени вероятно, что Кларк теперь разочаровался в этой идее и решил, что может внести свой вклад в военную науку другими способами. Хотя идеи Кларка не были сразу отвергнуты в NLE, очевидно, что прогресс в их реализации был незначительным.